# Archibald Cox
Archibald Cox, Jr. (Plainfield (New Jersey), 17 mei 1912 - Brooksville (Maine), 29 mei 2004) was een Amerikaans advocaat en hoogleraar in de rechten die als speciaal aanklager diende onder president John F. Kennedy. 

## Speciale aanklager
Hij werd bekend als de eerste speciaal aanklager voor het Watergateschandaal. Archibald Cox was de aanklager die president Nixon wilde dwingen de geluidsbanden af te staan waarop belastende informatie over Watergate stond. Nixon weigerde dit. Omdat Cox voet bij stuk hield besloot Nixon dat hij moest worden ontslagen. Nixon eiste van minister van Justitie, Elliot Richardson, dat hij Cox de laan uit zou sturen. Maar Richardson weigerde. Hierop besloot Cox een persconferentie te geven waarop hij zijn standpunt toelichtte. Cox slaagde er tijdens deze persconferentie in, het cynische perscorps van Washington te overtuigen. Omdat de persconferentie live werd uitgezonden, werd Cox op slag een beroemdheid. Daarmee was voor Nixon de maat vol. Toen Richardson opnieuw weigerde Cox te ontslaan, ontsloeg Nixon achtereenvolgens Richardson en zijn plaatsvervanger, William Ruckelshaus tijdens de later zogenoemde ´Saturday Night Massacre´. Pas toen diens plaatsvervanger, Robert Bork bereid was Cox te ontslaan, moest deze het veld ruimen. 

## Na zijn ontslag als speciale aanklager
Na zijn ontslag keerde Cox terug naar de Universiteit. In zijn wetenschappelijke carrière op Harvard was hij een baanbrekende deskundige van het arbeidsrecht en ook een autoriteit in staatsrecht.
- Bibsys: 90587401
- Bibliothèque nationale de France: cb12279395r (data)
- CiNii: DA00483378
- Gemeinsame Normdatei: 120273853
- International Standard Name Identifier: 0000 0001 1488 1361
- Library of Congress Control Number: n79111486
- Nationale Bibliotheek van Letland: 000176920
- National Archives and Records Administration: 10582667
- Bibliotheek van het Japanse parlement: 00436785
- Nationale Bibliotheek van Tsjechië: jn19990001518
- Nationale Bibliotheek van Israël: 987007426385805171
- Nationale Bibliotheek van Polen: a0000002157968
- Nederlandse Thesaurus van Auteursnamen: 072967498
- SNAC: w6kp8342
- Système universitaire de documentation: 031612792
- Virtual International Authority File: 14832491
- WorldCat: E39PBJpPxpfGTGbgTcrvrqhvHC